# 雙孔類 (鱗翅目)
雙孔類（學名：Ditrysia）是昆虫在鱗翅目底下的演化支，包含蝴蝶和蛾。「雙孔」一名是指雌性具有兩個性開口，一個用於交配，另一個用於產卵，這特徵與單孔（Monotrysia）相異。
鱗翅目中已描述的物種當中約有98%屬於雙孔類。可以分為原始但有並系群的微鱗翅目和衍生的單群短突雙孔類（Apoditrysia），主要包括較大的飛蛾和蝴蝶。有背心血管的屬於木蠹蛾派；而其他具有腹心血管的屬於蕈蛾派（Tineina）。雖然很難確定各演化支之間的關係的起源，但蕈蛾總科物種的一系有助於了解雙孔類的巨大多樣性。螟蛾類及大鱗翅類是雙孔類的其他亞支序的例子。
短突雙孔類、螟蛾類及大鱗翅類這三個分類單元有着相互關係，唯有其中一個或多個分類被包含或排除於支序，否則不會被認為是單系群。

## 延伸閱讀
- Kristensen NP, Skalski AW. . Kristensen NP  (编). . Handbook of Zoology IV. Berlin and New York: De Gruyter. 1999: 7–25. |issue=被忽略 (帮助)
- Regier JC, Mitter C, Davis DR, Harrison TL, Sohn JC, Cummings MP, Zwick A, Mitter KT. . Systematic Entomology. April 2015, 40 (2): 409–32. S2CID 85287782. doi:10.1111/syen.12110.

## 外部連結
- 維基物種上的相關：雙孔類
- . 生命之樹頁面.   [2021-01-17]. （原始内容存档于2020-08-11） （英语）.

Template:Lepidoptera